# Nikolaj Efimovič Timkov
Nikolaj Efimovič Timkov in russo Николай Ефимович Тимков? (Rostov sul Don, 12 agosto 1912 – San Pietroburgo, 25 dicembre 1993) è stato un pittore russo del XX secolo, maestro della pittura di paesaggio, esponente del realismo socialista.

## Biografia
Nikolaj Timkov nacque il 12 agosto 1912 a Rostov sul Don. Dal 1927 al 1931 studiò nel Liceo Artistico di Rostov-sul-Don e dal 1933 nel dipartimento di pittura dell'Accademia di Belle Arti di Leningrado, dove ebbe per insegnanti I. Brodskij, A. Rylov, M. Bernstein, V. Serov, A. Ljubimov. Si diplomò nel 1939 presentando il dipinto Giorno di riposo in città.
Dopo il diploma prestò servizio militare nella flotta del Baltico, congedandosi nel 1946. Durante la «Grande Guerra Patriottica» Timkov fu tra i difensori di Leningrado. Nel 1943 era già stato accettato nell'Unione degli Artisti sovietici di Leningrado dove nel 1947 tenne la sua prima mostra. Tenne altre mostre nel 1957, nel 1964, nel 1975, nel 1982 e nel 1993 a Mosca, a Leningrado, a Rostov-sul-Don e in altre città dell'Unione Sovietica. Nel 1987 ha ricevuto il titolo onorifico di «Artista premiato di Russia».
Dall'inizio del 1960 Timkov trascorse ogni estate nel borgo di Valentinovka, nella regione di Tver, dove compose la maggior parte dei dipinti e molti schizzi, mentre in inverno lavorava nella bottega di Leningrado. Con le sue opere degli anni Sessanta e Settanta Timkov viene considerato tra i grandi maestri della pittura di paesaggio. Le sue opere sono conservate nel Museo Russo di San Pietroburgo, in altri importanti musei russi e in collezioni private in Russia e all'estero.
Anche dopo la sua morte, il suo lavoro ha ottenuto riconoscimenti e suscitato grande interesse dall'estero. Gli sono stati dedicati due libri, pubblicati negli Stati Uniti, e si sono tenute mostre dei suoi dipinti a San Francisco (1998, 2000, 2001), ad Aspen (1999), a New York (1999, 2001), a Scottsdale (2000), a Palm Beach (2000), a Vail (2001), a Washington (2001) e in altre città. Questo ha portato fama e onore dell'artista, impressionista russo e forse il miglior paesaggista sovietico.